# Stiltegebied

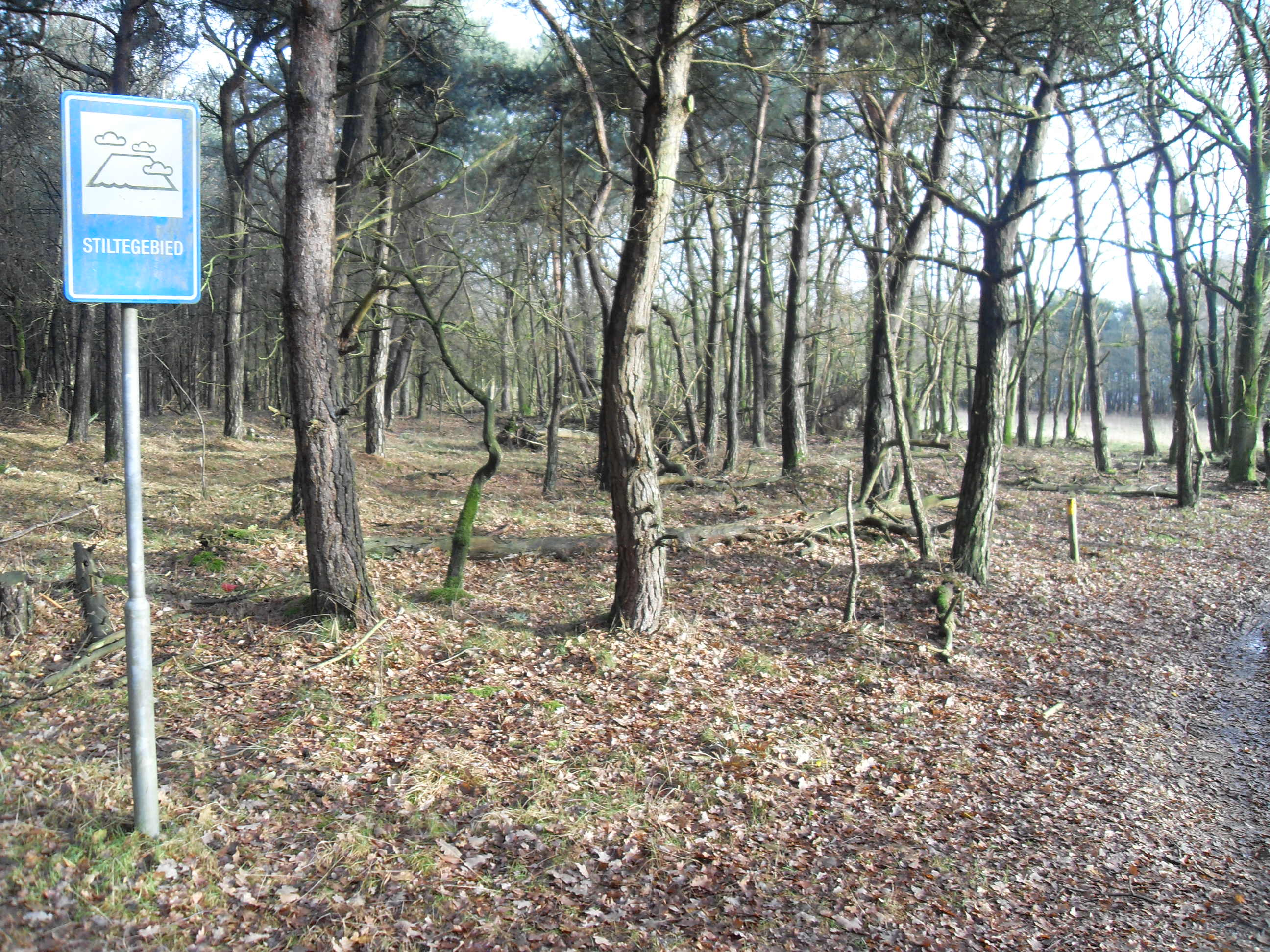
Stiltegebied in Maashorst

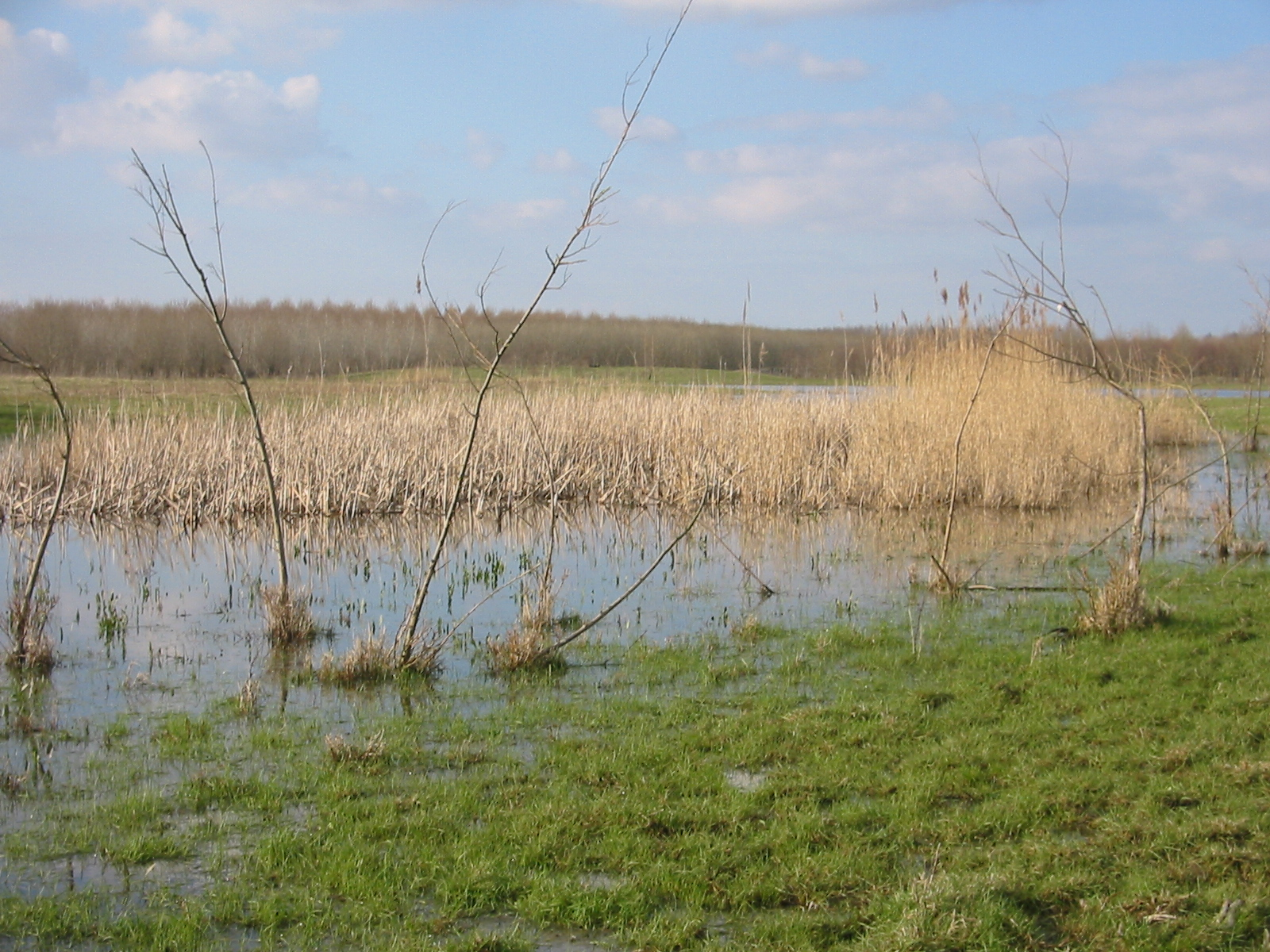
Stiltegebied Horsterwold in Flevoland

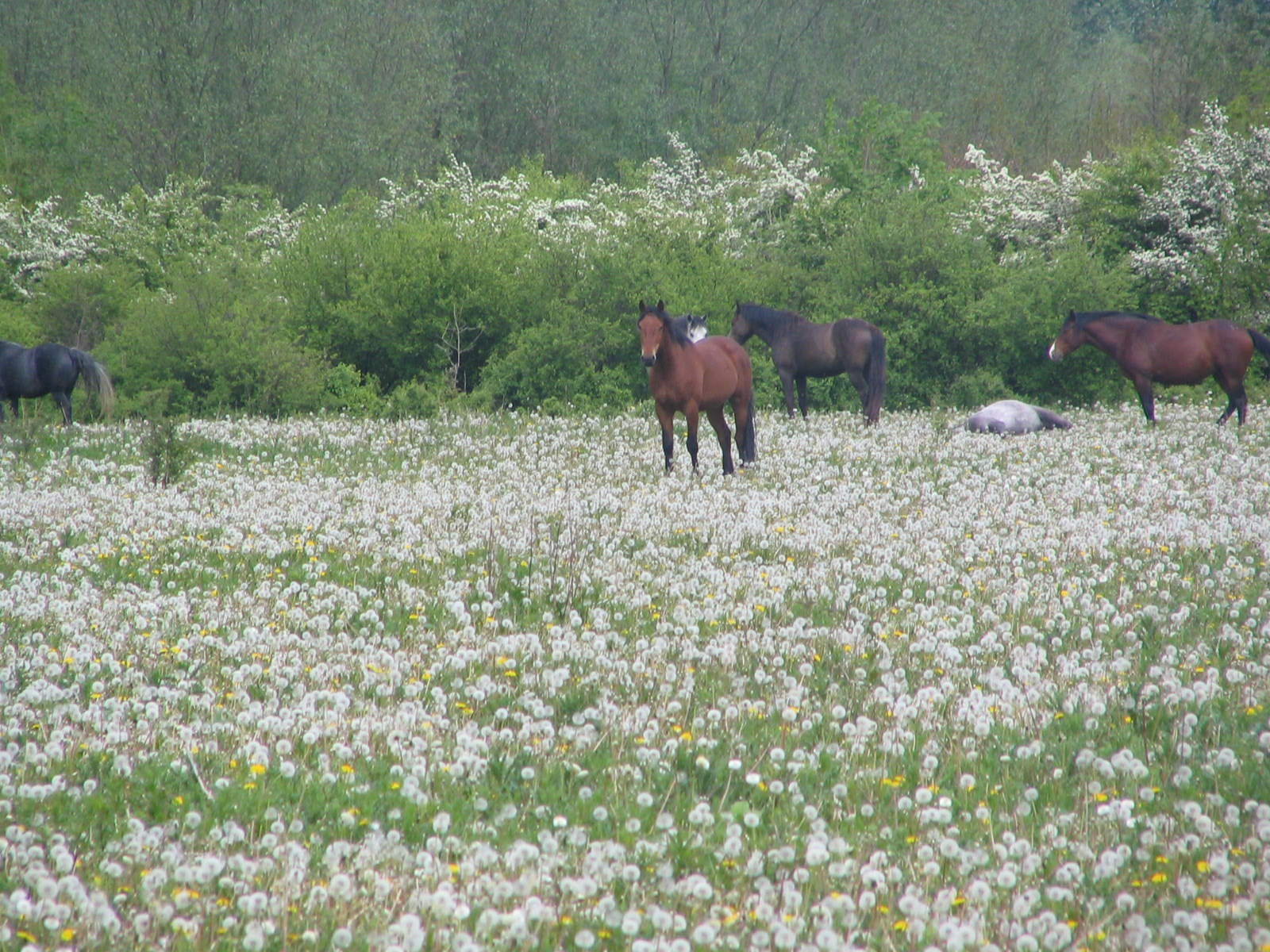
Paarden in stiltegebied Horsterwold in Flevoland

Een stiltegebied is een milieubeschermingsgebied waarin de geluiden van flora en fauna overheersen. Het woord ‘stilte’ betekent hierbij niet dat er geen geluid in het gebied waarneembaar is, maar staat voor de afwezigheid van storende, voor de omgeving vreemde geluiden. Stiltegebieden zijn van belang voor de rustzoekende recreant en de flora en fauna in de natuur. Activiteiten die de geluidsbelasting negatief beïnvloeden, zijn niet meer mogelijk in het gebied dat als stiltegebied is aangewezen. Gebiedseigen geluiden, zoals die van de landbouw, zijn hiervan uitgesloten.
Onder 'stil' worden geluiden verstaan die tussen de 35 en 40 dB(A) liggen. Ook kan worden gesteld dat een gebied 'stil' is als de lange perioden met natuurlijke geluiden overheersen tot de perioden met niet-natuurlijke geluiden.

## Nederland
In Nederland is 650.000 hectare aangewezen als stiltegebied, waarvan 200.000 in de Waddenzee en 200.000 in de Zeeuwse wateren.
Overige stiltegebieden in Nederland:
- Horsterwold (Zeewolde, Flevoland), circa 3700 hectare
- Ransdorp-Holysloot (Amsterdam, Noord-Holland), circa 3290 hectare
- Keijenhurk (Westelbeers, Noord-Brabant), circa 700 hectare
- Strabrechtse Heide (Heeze, Noord-Brabant), 1500 hectare
- Drenthe, in deze provincie zijn elf gebieden aangewezen als stiltegebied,[2] daaronder:
  - Leekstermeer-Roderwolde bij Leek, 1500 hectare
- Midden-Delfland, Zuid-Holland

## België

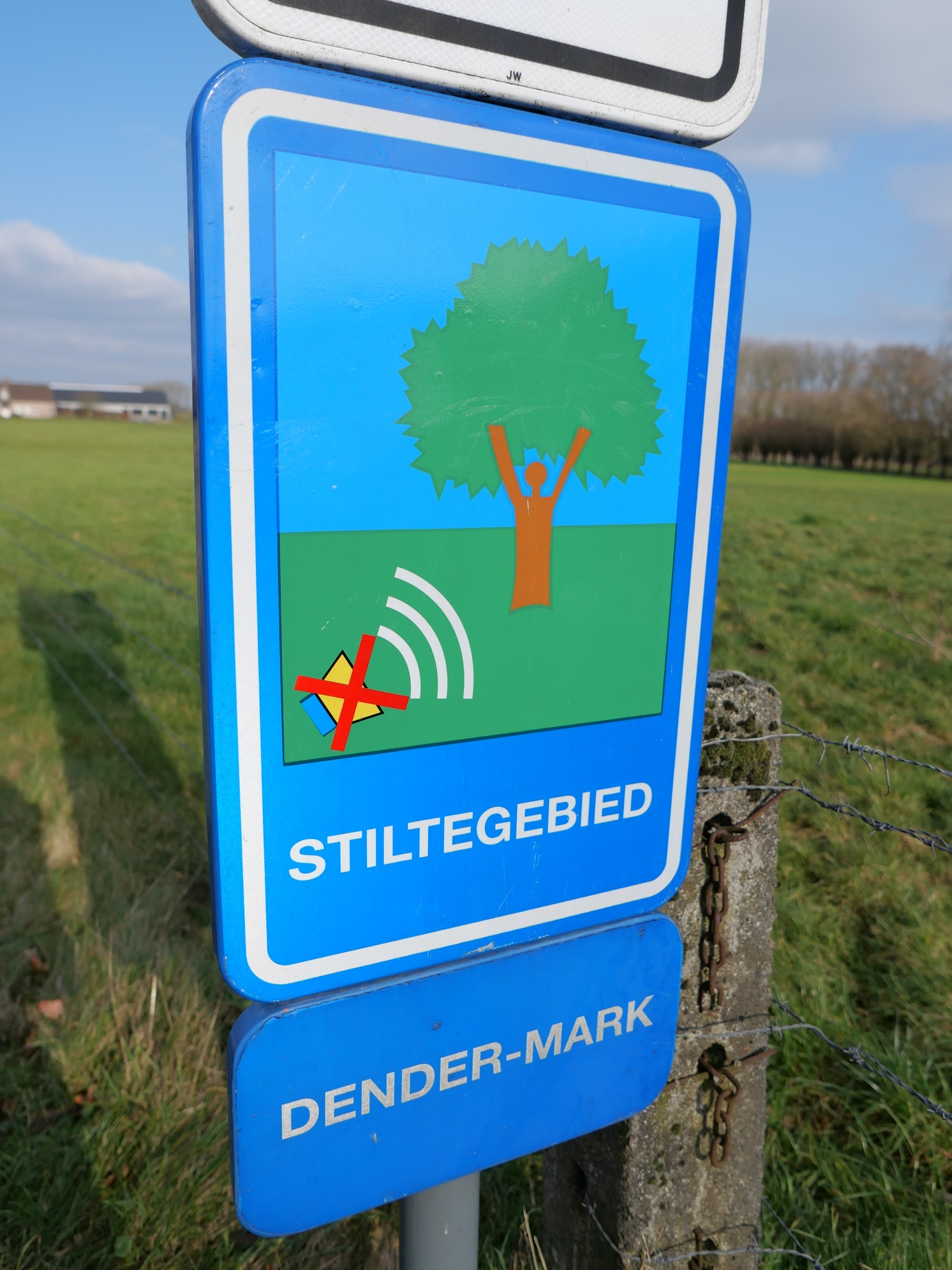
Stiltegebied Dender-Mark

In Vlaanderen is er geen specifieke wetgeving over stiltegebieden. Hierdoor worden stiltegebieden bijvoorbeeld ook niet omschreven in  Vlarem en worden ze niet officieel aangeduid in het Ruimtelijk Structuurplan Vlaanderen. Stiltegebieden worden wel vermeld in de EU-richtlijn omgevingslawaai 2002/49/EG.
Het Vlaams Departement Leefmilieu publiceerde een lijst van potentiële stiltegebieden. In 2001 startte de Vlaamse overheid met een stiltegebiedenbeleid door middel van de opstart van het proefproject Stiltegebied Dender-Mark op de grens van Oost-Vlaanderen en Vlaams-Brabant. Uit dit proefproject werd het 'Kwaliteitslabel Stiltegebied' ontwikkeld. In 2010 kende de toenmalige Vlaamse minister van Leefmilieu, Natuur en Cultuur het eerste kwaliteitslabel toe aan de gemeente Tessenderlo (Stiltegebied Gerhagen).
In Vlaanderen zijn volgende stiltegebieden officieel erkend:
- Gerhagen in Tessenderlo, Lage Kempen
- Schelde-oevers in Bornem, Scheldeland
- Kempenbroek op de grens van de gemeenten Bocholt, Bree en Kinrooi, Kempen en Maasland
- De Liereman in Oud-Turnhout
- Zwarteput op de grens van de gemeenten Bilzen, Lanaken en Zutendaal
- Altenbroek in Voeren
- Kalmthoutse Heide in Kalmthout
- Wortel-Kolonie in Hoogstraten
- Gestel in Berlaar
- Stiltegebied Dender-Mark (Ninove, Geraardsbergen (Oost-Vlaanderen), Galmaarden (Vlaams Brabant), sinds 2002
- Rozebeke, sinds 2024 [3]

Naast stiltegebieden zijn er ook stilteplekken. Zo werd de vroegere Paterskerk in Halle (Vlaams-Brabant) een artistieke stilteplek en eerste (ex-)kerk in België met een monumentaal en hedendaags street art-kunstwerk, waarbij men de indruk krijgt dat men in een feeëriek oerwoud staat.